# Qualificações para o Campeonato Europeu Sub-21 de 2019 (Grupo 2)
O Grupo 2 das qualificações para o Campeonato Europeu de Futebol Sub-21 de 2019 é formado por: Albânia, Eslováquia, Espanha, Estónia, Irlanda do Norte e Islândia.
O vencedor do grupo se qualifica automaticamente para o Campeonato Europeu Sub-21 de 2019. Os quatro melhores segundos colocados avançam para a disputa de play-offs.

## Classificação
| Pos | Seleção          | Pts | J  | V | E | D | GP | GC | SG  |
| --- | ---------------- | --- | -- | - | - | - | -- | -- | --- |
| 1   | Espanha          | 27  | 10 | 9 | 0 | 1 | 31 | 10 | +21 |
| 2   | Irlanda do Norte | 20  | 10 | 6 | 2 | 2 | 15 | 11 | +4  |
| 3   | Eslováquia       | 18  | 10 | 6 | 0 | 4 | 17 | 18 | −1  |
| 4   | Islândia         | 11  | 10 | 3 | 2 | 5 | 16 | 19 | −3  |
| 5   | Albânia          | 7   | 10 | 1 | 4 | 5 | 9  | 17 | −8  |
| 6   | Estónia          | 2   | 10 | 0 | 2 | 8 | 11 | 24 | −13 |

|                  | ALB | SVK | ESP | EST | NIR | ISL |
| ---------------- | --- | --- | --- | --- | --- | --- |
| Albânia          |     | 2–3 | 0–1 | 0–0 | 1–1 | 0–0 |
| Eslováquia       | 4–1 |     | 1–4 | 2–0 | 1–0 | 0–2 |
| Espanha          | 3–0 | 5–1 |     | 3–1 | 1–2 | 1–0 |
| Estónia          | 2–2 | 1–2 | 0–1 |     | 1–2 | 2–3 |
| Irlanda do Norte | 1–0 | 1–0 | 3–5 | 4–2 |     | 0-0 |
| Islândia         | 2–3 | 2–3 | 2–7 | 5–2 | 0–1 |     |

## Partidas
| 8 de junho de 2017 | Estónia      | 1 – 2     | Irlanda do Norte                     | Kadrioru staadion, Tallinn |
| 17:00              | Sappinen 50' | Relatório | Parkhouse 74' · Donnelly 90+4' (pen) | Árbitro: BIH Irfan Peljto  |

| 12 de junho de 2017 | Albânia | 0 – 0     | Estónia | Elbasan Arena, Elbasani  |
| 20:00               |         | Relatório |         | Árbitro: NOR Espen Eskås |

| 31 de agosto de 2017 | Irlanda do Norte     | 1 – 0     | Albânia | Mourneview Park, Lurgan     |
| 20:30                | Donnelly 90+5' (pen) | Relatório |         | Árbitro: LTU Donatas Rumšas |

| 1 de setembro de 2017 | Estónia  | 1 – 2     | Eslováquia             | Kadrioru staadion, Tallinn |
| 16:45                 | Poom 83' | Relatório | Sipľak 14' · Mutso 89' | Árbitro: FIN Jari Järvinen |

| 4 de setembro de 2017 | Islândia                      | 2 – 3     | Albânia                           | Víkingsvöllur, Reykjavík     |
| 19:00                 | Andrésson 45' · Einarsson 71' | Relatório | Abazaj 45+1', 65' · Durmishaj 75' | Árbitro: IRL Paul Mclaughlin |

| 5 de setembro de 2017 | Estónia | 0 – 1     | Espanha   | A. Le Coq Arena, Tallinn  |
| 19:15                 |         | Relatório | Soler 65' | Árbitro: SWE Glenn Nyberg |

| 5 de setembro de 2017 | Eslováquia | 1 – 0     | Irlanda do Norte | FK Senica, Senica             |
| 20:30                 | Bénes 61'  | Relatório |                  | Árbitro: TUR Halil Umut Meler |

| 5 de outubro de 2017 | Eslováquia | 0 – 2     | Islândia                 | The National Training Centre, Poprad |
| 17:20                |            | Relatório | A. Guðmundsson 8', 90+5' | Árbitro: GRE Georgios Kominis        |

| 10 de outubro de 2017 | Albânia | 0 – 0     | Islândia | Elbasan Arena, Elbasani |
| 19:00                 |         | Relatório |          | Árbitro: CZE Pavel Orel |

| 10 de outubro de 2017 | Eslováquia | 1 – 4     | Espanha                                               | The National Training Centre, Poprad |
| 20:30                 | Vavro 59'  | Relatório | Merino 26' · Oyarzabal 49' · Rodri 56' · Ceballos 69' | Árbitro: ITA Massimiliano Irrati     |

| 10 de outubro de 2017 | Irlanda do Norte                                 | 4 – 2     | Estónia                   | Mourneview Park, Lurgan    |
| 20:30                 | Johnson 2' · Gorman 43' · Sykes 61' · Igonen 75' | Relatório | Liivak 11' · Sappinen 20' | Árbitro: FRO Petur Reinert |

## Artilheiros
2 gols (4)
- ALB Kristal Abazaj
- EST Rauno Sappinen
- ISL Albert Guðmundsson
- NIR Liam Donnelly

1 gol (17)
- ALB Fiorin Durmishaj
- SVK Denis Vavro
- SVK László Bénes
- SVK Michal Sipľak
- ESP Carlos Soler
- ESP Dani Ceballos
- ESP Mikel Merino
- ESP Mikel Oyarzabal
- ESP Rodri
- EST Frank Liivak
- EST Markus Poom
- ISL Axel Óskar Andrésson
- ISL Viktor Karl Einarsson
- NIR Dale Gorman
- NIR David Parkhouse
- NIR Mark Sykes
- NIR Ryan Johnson

Gol contra (2)
- EST Kaspar Mutso (para a  Eslováquia)
- EST Matvei Igonen (para a  Irlanda do Norte)